# Acalypha mutisii
Acalypha mutisii é uma espécie de flor do gênero Acalypha, pertencente à família Euphorbiaceae.